# Heidekreis-Klinikum
Das Heidekreis-Klinikum (HKK) ist ein kommunales Krankenhaus in der Trägerschaft des Landkreises Heidekreis. Als akademisches Lehrkrankenhaus der Universität Hamburg sowie der Privatuniversität UMCH behandelt das Heidekreis-Klinikum als Grund- und Regelversorger an seinen beiden Standorten Soltau und Walsrode in 13 Fach- und Belegabteilungen mit ca. 1.200 Mitarbeitenden (m/w/d)  jährlich über 16.000 stationäre und rund 55.000 ambulante Patienten. Die Akutkrankenhäuser sind im Niedersächsischen Krankenhausplan 2019 mit 133 bzw. 236 Planbetten, zuzüglich 31 teilstationärer Plätze, ausgewiesen.

## Standorte

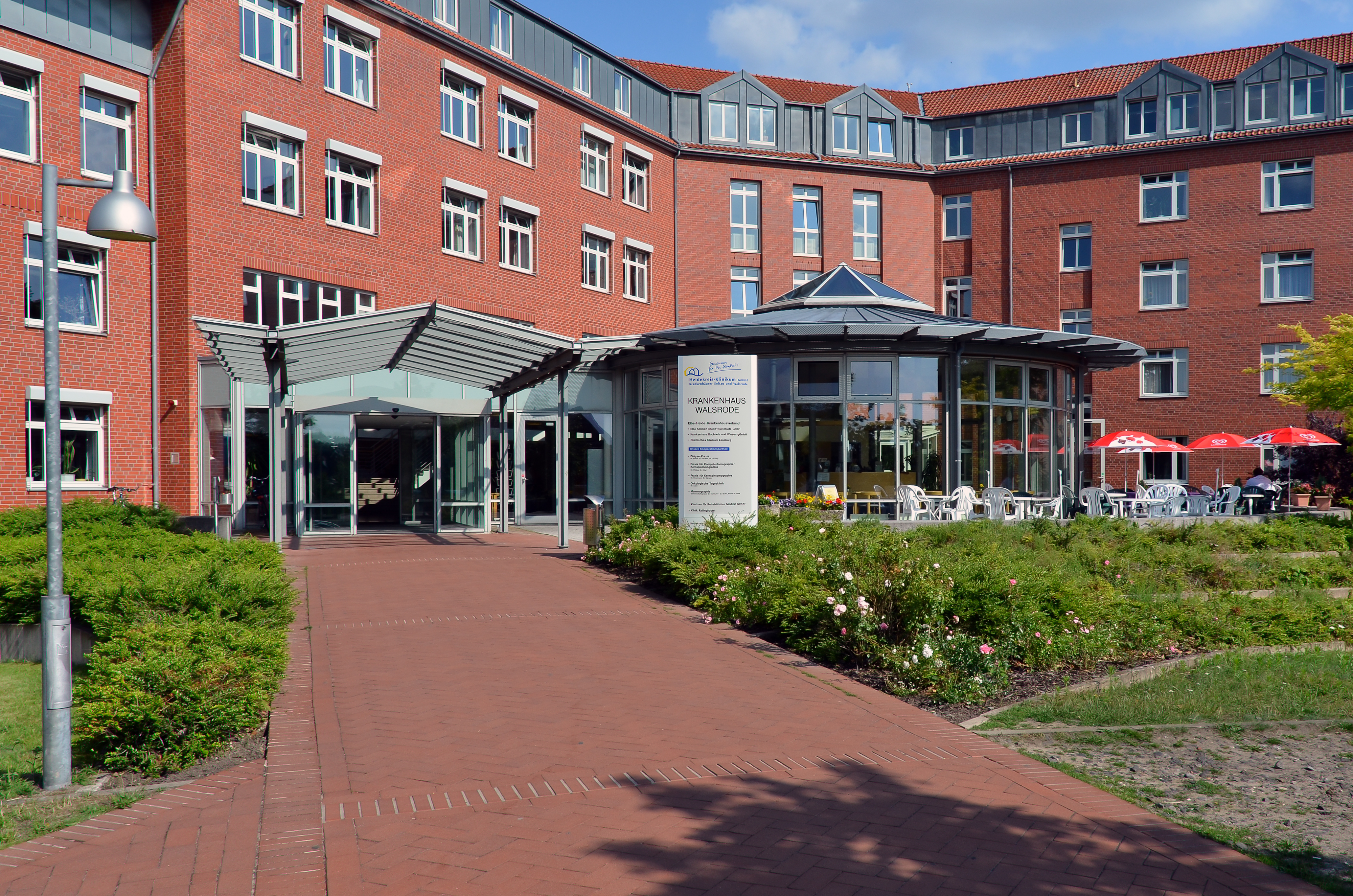
Heidekreis-Klinikum Krankenhaus Walsrode

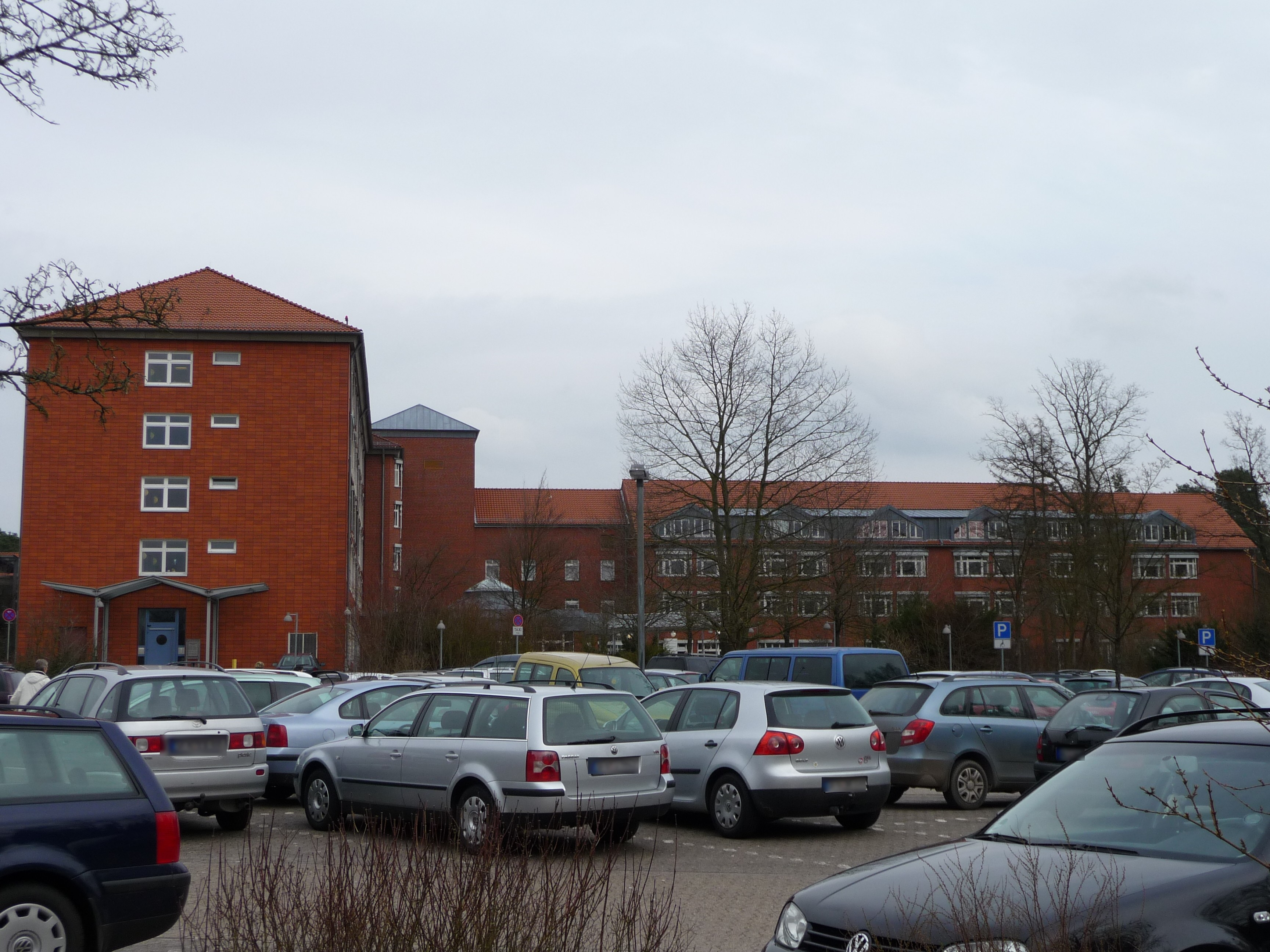
Heidekreis-Klinikum Soltau

Zum Klinikum gehören die Krankenhausstandorte Soltau und Walsrode. Die beiden Standorte versorgen den ländlich geprägten Landkreis Heidekreis mit seinen rund 140.000 Einwohnern im nordöstlichen Niedersachsen in der Lüneburger Heide. Außerdem reicht der Einzugsbereich über die kassenärztlichen Notdienstbezirke bis in den benachbarten Landkreis Rotenburg (Wümme) nach Visselhövede und Hemslingen.
Am Standort Walsrode ist zudem das Bildungszentrum für Pflege angesiedelt, das über 100 Ausbildungsplätze für Pflegefachfrauen/-männer, aber auch diverse andere Fortbildungsmöglichkeiten anbietet.
In den Konzern sind die Heidekreis-Klinikum gGmbH, die Heidekreis-Dienstleistungsgesellschaft mbH und die Medizinische Versorgungszentrum am Heidekreis-Klinikum GmbH einbezogen. Die Heidekreis-Klinikum gGmbH ist Träger der Krankenhäuser Soltau und Walsrode. Sowohl in Soltau als auch in Walsrode ist ein Medizinisches Versorgungszentrum (MVZ) angesiedelt. In Soltau gibt es im MVZ eine kardiologische Praxis, eine Praxis für Chirurgie, eine Praxis für Kinder- und Jugendmedizin sowie eine Praxis für Praxis für Radiologie (RVZ im Oeninger Weg 34, Soltau).
In Walsrode gibt es im MVZ Praxen für Allgemeinmedizin, Gastroenterologie, Gynäkologie und Geburtshilfe, Senologie und onkologische Gynäkologie und Hämatologie, Onkologie und Palliativmedizin.
Der Niedersächsische Krankenhausplanungsausschuss hatte in 2018 die Zusammenlegung der Standorte Soltau und Walsrode befürwortet – und dafür am 15. Juni 2023 222 Millionen Euro als Förderungssumme zugesagt. Das neue Gesamtklinikum wird voraussichtlich 2028 in Bad Fallingbostel entstehen. Dort werden alle Kompetenzen an einem zentralen Standort gebündelt, um nicht länger an zwei Standorten zergliedert zu sein. In diesem Neubau sollen 370 Planbetten Platz finden.

## Fachabteilungen
- Allgemein-, Gefäß- und Viszeralchirurgie (Walsrode)
- Anästhesie und Intensivmedizin (Soltau und Walsrode) sowie Schmerztherapie (Walsrode)
- Diagnostische Radiologie am Standort Walsrode und Soltau
- Geriatrie und Innere Medizin, inkl. Stroke Unit (Soltau)
- Gastroenterologie und Innere Medizin, inkl. Palliativeinheit (Walsrode)
- Gynäkologie und Geburtshilfe (Walsrode)
- Senologie und Brustchirurgie (Walsrode)
- Kardiologie und Innere Medizin (Soltau)
- Kinder- und Jugendmedizin (Walsrode)
- Psychiatrie und Psychotherapie (Walsrode), Psychiatrische Tageskliniken und Psychiatrische Institutsambulanzen (Soltau und Walsrode)
- Unfallchirurgie und Orthopädie (Soltau)
- Zentrale Notaufnahmen (Soltau und Walsrode) In Walsrode befindet sich zusätzlich eine Belegabteilung für Hals-Nasen-Ohren-Heilkunde.  Die Krankenhausapotheke ist in Soltau angesiedelt.

## Kooperierende Einrichtungen
Das Heidekreis-Klinikum ist akademisches Lehrkrankenhaus der Universität Hamburg. Darüber hinaus bündelt das Heidekreis-Klinikum seit 2014 seine medizinischen Kompetenzen in der Krankenhauskooperation der südlichen Lüneburger Heide mit dem Allgemeinen Krankenhaus Celle sowie dem Herz- und Gefäßzentrum Bad Bevensen.
Außerdem ist das HKK Teil des Elbe-Heide-Krankenhausverbundes kommunaler Krankenhäuser. Zu diesem Krankenhausverbund gehören ebenfalls das Krankenhaus Buchholz, das Krankenhaus Winsen und das Städtische Klinikum Lüneburg.
An beiden Standorten gibt es kooperierende radiologische Praxen und Dialysepraxen.